# Előttem az élet (film, 1977)
Az Előttem az élet (eredeti címe La vie devant soi) 1977-ben bemutatott francia filmdráma Moshé Mizrahi rendezésében, a forgatókönyvet saját Émile Ajar álnéven kiadott azonos című regényéből Romain Gary és a rendező Moshé Mizrahi írta. A film elnyerte a legjobb idegen nyelvű filmnek járó Oscar-díjat.

## Cselekmény
Belleville, Párizs.
Madame Rosa, egy idős francia zsidó asszony és Auschwitzot megjárt Holokauszt-túlélő, aki valamikor prostituált volt, most magánpanziót vezet prostituáltak gyermekei számára. Egyikük Momo, egy algériai származású fiú, akit 11 évesnek mondanak.
Bár Madame Rosa zsidó, és néha rasszista megjegyzéseket tesz Momóra, távol tartja magát az arab-izraeli konfliktustól, és Momót muszlimként neveli, tiszteletben tartva vallási örökségét, és rendszeresen barátjához, Hamil úrhoz viszi, aki iszlám, francia irodalom és arab nyelv tárgyakban oktatja a Párizsi nagymecsetben. Madame Rosa eltitkolja, hogy Momo valójában 14 éves, erős szkepticizmusát fejezi ki a hivatalos dokumentumokkal és azzal kapcsolatban, hogy mit tudnak és mit nem tudnak bizonyítani, és emiatt nem tudja őt rendes általános iskolába küldeni.
Momo ellop egy kutyát egy állatkereskedésből. Később eladja a kutyát 500 frankért, és a pénzt a csatornába dugja. Rosa, aki Momót bajkeverőnek tartja, elviszi őt orvosához, Dr. Katzhoz, abban a hitben, hogy szifiliszes vagy mentális betegsége van. Momo később követi őt, miután Rosának rémálma van a auschwitzi koncentrációs táborról, és felfedezi a lépcsőház alatt elrejtett zsidó vallási helyiséget. Ezután kettejük között szorosabb kapcsolat kezd kialakulni.
Később Momo prostituáltnak öltözik, és egy igazi prostituált elviszi őt egy kávézóba, amelyet Madame Rosa egyik barátja vezet, abban a hitben, hogy segítségre van szüksége. Madame Rosa megesketi Momót, hogy soha nem prostituálja magát, és nem lesz a prostituáltak stricije.
Egy parkban Momo véletlenül találkozik egy filmvágó nővel, aki azt mondja neki, hogy bármikor meglátogathatja a laboratóriumát.
Madame Rosa rossz egészségi állapotban van, a demencia kezd eluralkodni rajta. Időnként eszébe jut a zsidóknak a főváros fedett kerékpárstadionjába (Vélodrome d'Hiver) történt összegyűjtése, s retteg attól, hogy a francia rendőrség ismét letartóztatja, és visszaküldi Auschwitzba. Hamil úron, aki Victor Hugo írásaiban leli vigaszát, ugyancsak a kezdeti demencia jelei mutatkoznak. Miután Momo csúnyán elesik a lépcsőn, Dr. Katz tájékoztatja, hogy számos egészségügyi problémája van, köztük magas vérnyomás. Azonban Momo nem fogadja el a kórházi kezelést. Momo úgy véli, hogy eutanázia kellene neki. Amikor Dr. Katz elmondja, hogy az eutanázia ellentmond a francia értékeknek, Momo azt válaszolja, hogy ő nem francia, és hogy az algériaiak az önrendelkezésben hisznek.
Momo apja, aki Momo anyjának meggyilkolása után egy elmegyógyintézetben töltötte idejét, visszatér, hogy megpróbálja begyűjteni Momót, de Madame Rosa becsapja őt azzal, hogy a fiút zsidónak nevelte, és halálos agyvérzés érte.
Momo Madame Rosával van, amikor a lépcsőház alatti zsidó helyiségébe vonul vissza meghalni, és három hétig kölnivel locsolgatja, míg végül a házban lakók megtalálják a holttestét.
Ezután Momo a filmvágóhoz költözik.

## Szereplők
| Szerep        | Színész            | Magyar hangja (1. szinkron) |
| ------------- | ------------------ | --------------------------- |
| Madame Rosa   | Simone Signoret    | Tolnay Klári                |
| Nadine        | Michal Bat-Adam    | Orosz Helga                 |
| Momo          | Samy Ben-Youb      | Minárovits Péter            |
| M. Hamil      | Gabriel Jabbour    | Dobránszky Zoltán           |
| Maryse        | Geneviève Fontanel | (n. a.)                     |
| Kadir Youssef | Mohamed Zinet      | ifj. Felföldi László        |
| Madame Lola   | Stella Annicette   | Szirtes Ági                 |
| Dr. Katz      | Claude Dauphin     | Velenczey István            |

## Díjak
Oscar-díj (1978)
- díj: legjobb idegen nyelvű filmnek

Golden Globe-díj (1978)
- jelölés: legjobb idegen nyelvű film

César-díj (1978)
- díj: César-díj a legjobb színésznőnek (Simone Signoret)
- jelölés: legjobb díszlet (Bernard Evein)
- jelölés: legjobb hang (Jean-Pierre Ruh)

David di Donatello-díj (1978)
- díj: legjobb külföldi színésznő (Simone Signoret)

Los Angeles Film Critics Association Awards (1978)
díj: legjobb külföldi film
National Board of Review, USA (1978)
- díj: legjobb külföldi film

Turkish Film Critics Association (SIYAD) Awards (1979)
- jelölés: legjobb külföldi film

## Fordítás
- Ez a szócikk részben vagy egészben  a   Madame Rosa című angol Wikipédia-szócikk fordításán alapul.  Az eredeti cikk szerkesztőit annak laptörténete sorolja fel. Ez a jelzés csupán a megfogalmazás eredetét és a szerzői jogokat jelzi, nem szolgál a cikkben szereplő információk forrásmegjelöléseként.